# Yosiris Urrutia
Pour les articles homonymes, voir Urrutia.
Yosiri Urrutia (née le 26 juin 1986 à Apartadó) est une athlète colombienne, spécialiste du triple saut. 

## Biographie
Elle remporte la médaille d'argent lors des championnats d'Amérique du Sud de 2013 et s'adjuge la médaille d'or des championnats ibéro-américains de 2014. Elle se classe troisième du meeting de New York 2014, puis quatrième du meeting Herculis de Monaco où elle porte son record personnel à 14,58 m.
Le 1er août 2018, elle remporte la médaille d'argent des Jeux d'Amérique centrale et des Caraïbes de Barranquilla avec un saut à 14,48 m (trop venté), pour réaliser un doublé avec sa compatriote Caterine Ibargüen, vainqueure avec 14,92 m.

## Palmarès
| Date | Compétition                              | Lieu                 | Résultat | Épreuve     | Marque  |
| ---- | ---------------------------------------- | -------------------- | -------- | ----------- | ------- |
| 2013 | Championnats d'Amérique du Sud           | Carthagène des Indes | 2e       | Triple saut | 13,92 m |
| 2014 | Championnats ibéro-américains            | São Paulo            | 1re      | Triple saut | 14,41 m |
| 2014 | Jeux d'Amérique centrale et des Caraïbes | Veracruz             | 5e       | Longueur    | 6,13 m  |
| 2014 | Jeux d'Amérique centrale et des Caraïbes | Veracruz             | 3e       | Triple saut | 13,89 m |
| 2015 | Jeux panaméricains                       | Toronto              | 3e       | Triple saut | 14,38 m |
| 2015 | Championnats du monde                    | Pékin                | 10e      | Triple saut | 14,09 m |
| 2016 | Championnats ibéro-américains            | Rio de Janeiro       | 3e       | Triple saut | 13,89 m |
| 2017 | Championnats d'Amérique du Sud           | Luque                | 3e       | Triple saut | 13,64 m |
| 2018 | Jeux d'Amérique centrale et des Caraïbes | Barranquilla         | 2e       | Triple saut | 14,48 m |
| 2018 | Championnats ibéro-américains            | Trujillo             | 1re      | Triple saut | 14,14 m |
| 2019 | Championnats d'Amérique du Sud           | Lima                 | 1re      | Triple saut | 13,85 m |
| 2019 | Jeux panaméricains                       | Lima                 | 9e       | Triple saut | 13,35 m |

## Records
| Épreuve     | Performance | Lieu   | Date            |
| ----------- | ----------- | ------ | --------------- |
| Triple saut | 14,58 m     | Monaco | 18 juillet 2014 |